# Маккейла Мероні
Маккейла Мероні  (англ. McKayla Maroney, 9 грудня 1995) — американська гімнастка, олімпійська чемпіонка.

## Виступи на Олімпіадах
| Олімпіада   | Дисципліна      | Місце |
| ----------- | --------------- | ----- |
| Лондон 2012 | командний залік | 1     |
| Лондон 2012 | опорний стрибок | 2     |

## Маккейла не в захваті
Крива міна Маккейли Мероні стала інтернет-мемом.